# Väätsa
Väätsa (em estoniano:  Väätsa vald) é um município rural estoniano localizado na região de Järvamaa.